# Selden Motor Vehicle Company

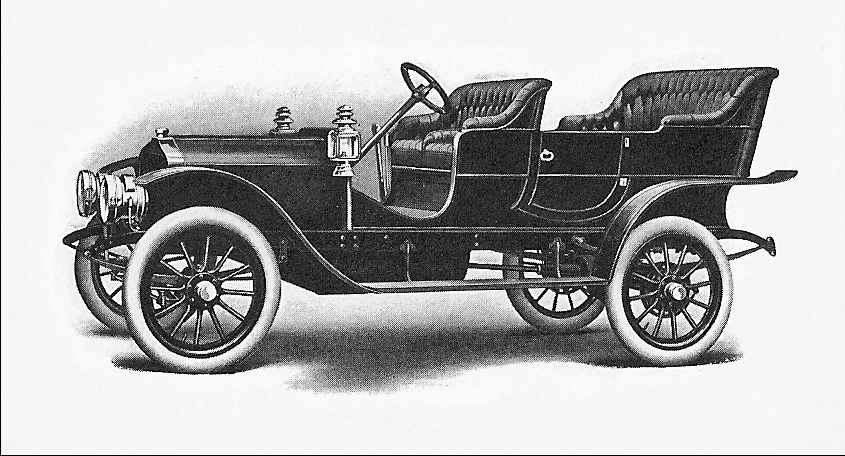
Una Selden Model 25

La Selden Motor Vehicle Company è stata una casa automobilistica statunitense attiva a partire dal 1905 fino ai primi anni'30.
La Casa produsse automobili per soli sette anni, dal 1908 al 1914, poi, a partire dal 1914 fino alla chiusura, si dedicò alla produzioni di autocarri tra cui, durante la prima guerra mondiale, 1.000 esemplari di Liberty Trucks per conto dell'Esercito degli Stati Uniti.

## Storia
La Selden Motor Vehicle Company fu fondata dall'avvocato e inventore George Baldwin Selden, che nel 1877 aveva brevettato un "veicolo senza cavalli" attribuendosi l'invenzione dell'automobile, dopo l'acquisizione della Buffalo Petrol Motor Company.
Lo slogan pubblicitario: "Padre di tutti i brevetti" fu molto utile per la giovane azienda. I primi veicoli Selden furono consegnati nel giugno 1907. Le auto avevano motori in linea a quattro cilindri e costavano circa 2500 $. 
Al giorno d'oggi, il valore di un'auto Selden ben conservata è di circa 25.000 dollari.
Nel 1930 la Casa fu venduta alla Hahn Motor Truck Company di Hamburg in Pennsylvania.

## Galleria d'immagini

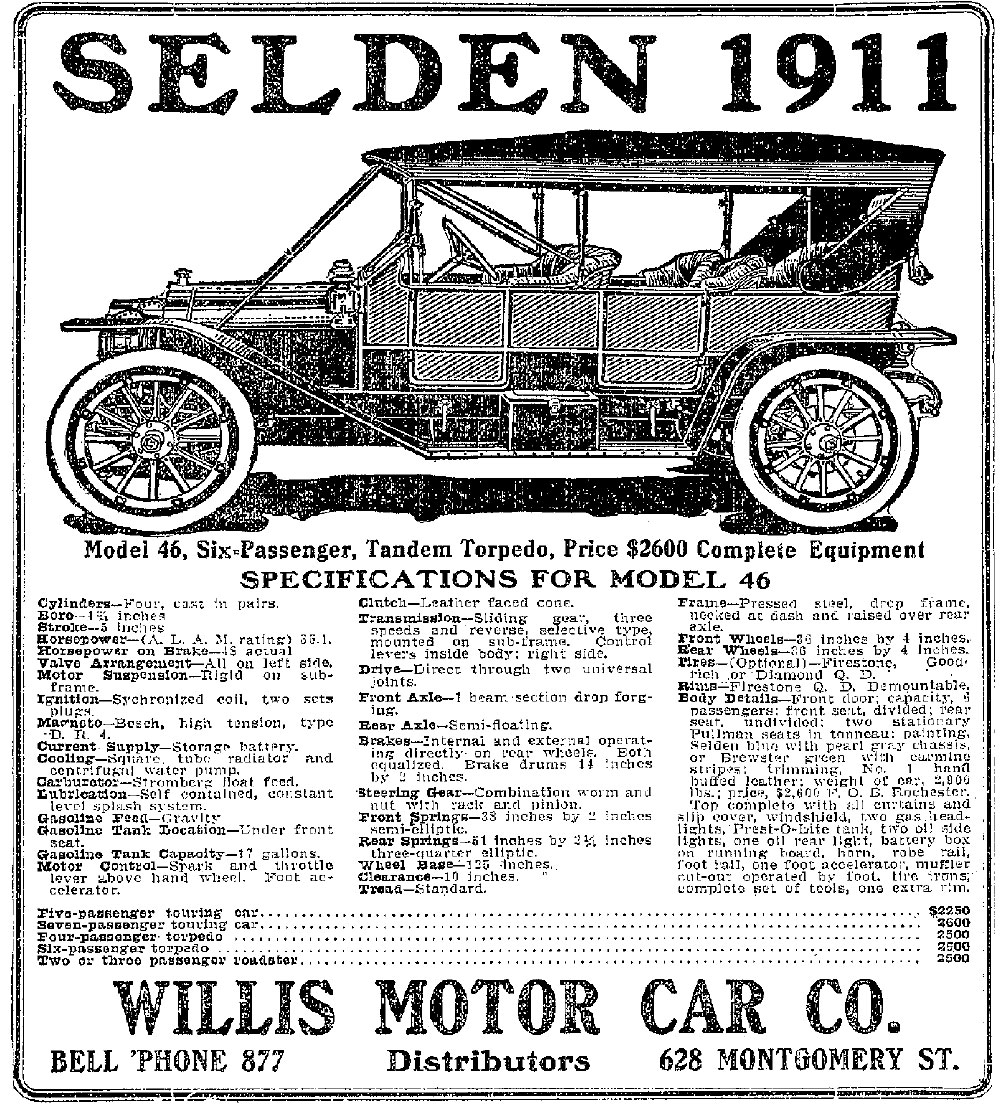

## Vetture prodotte
La Seden produsse, prima di dedicarsi esclusivamente alla produzione di camion, un totale di 7.424 automobili. 
| Anno   | Esemplari prodotti |
| ------ | ------------------ |
| 1908   | 850                |
| 1909   | 1.216              |
| 1910   | 1.417              |
| 1911   | 1.628              |
| 1912   | 1.211              |
| 1913   | 873                |
| 1914   | 229                |
| Totale | 7.424              |